# 刚果民主共和国行政区划
|G1 = 地名
|1 = zh-cn:扎伊尔; zh-tw:薩伊; zh-hk:扎伊爾;
}}
剛果民主共和國的行政區劃曾經歷多次變更，在比屬剛果時期，殖民政府在當地設立22個行政區，後來在1919年合併成4個省，1932年後又擴增至6個省。當剛果共和國獨立後，新政府於1963年設立21個省，另外首都利奧波德維爾獨立為一城市省，但到了1966年時又裁減至8個省份及首都城市省。薩伊共和國初期，在省份劃分上仍維持8個省份及首都城市省，但在1988年後擴增至11個省份。
目前剛果民主共和國共有26個省，新省份自2015年開始實施，首都金夏沙在行政上也等同於一個省份。

## 歷史
當剛果自由邦於1908年被比利時政府接管後，比利時在此建立比屬剛果殖民政府，並劃分22個行政區進行管理。其中10個位於剛果西部的行政區由殖民政府直接管理，而其他位於東部的行政區則由2個副政府管理；東北部8個行政區組成東方省，其他位在東南部的行政區則組成卡坦加省。1919年時，殖民政府重新劃分行政區，將原本22個行政區重組成4個省份，以下為這4個省份名：
- 剛果-開賽（由西南部5個行政區組成）
- 赤道省（由西北部5個行政區組成）
- 東方省和卡坦加省（原先的副政府轉換而來）

1932年，殖民政府再度修改行政區劃，將原本4個省份增加至6個。新省分名稱最初以其首府城市命名，但在1947年又改採用地區名稱來命名。比屬剛果後來於1960年獨立建國，新國家的名稱為剛果共和國。到了1963年時，新政府劃分成21個省，首都利奧波德維爾另規劃為城市省，此規劃類似於最初殖民時期劃分的22個行政區方案。1966年時，原本的21個省份合併減至8個省份，同時首都更名為金沙薩。
1971年，剛果共和國更名為薩伊共和國，卡坦加省、東方省、中剛果省等3個省份也同時更名為沙巴省、上薩伊省、下薩伊省。1975年，首都金夏沙正式成為省級地位。1988年，原基伍省被分成馬涅馬省、北基伍省、南基伍省等3個省份。1997年，薩伊共和國改名為剛果民主共和國，原先在1971年改名的沙巴省及上薩伊省又改回卡坦加省與东方省，下薩伊省則更換成下剛果省。
2006年，新通過的剛果民主共和國憲法第2條領土組織規畫為26個省，新規劃再次類似於先前比屬剛果與剛果共和國時期的劃分。行政區重組計劃規定要在新憲法頒布後3年內生效，但實際上進展卻很緩慢。2007年10月，地方分權部長德尼·卡鲁梅·努比向國民議會提出中央權力下放法案。隨後在辯論中，正反兩派提出了各種問題，最後暫定必須先先透過改變相關法律才能來解決這些問題。2010年10月，執政的多數派聯盟召開秘密會議，當中有成員提議修改第226條法案，要求將目前的11個省擴增至26個省，同時讓相關籌備人士有更多的過渡時間來處理。2015年1月9日，剛果國民議會正式通過新行政區劃分法案，根據此法案，新省份應該在接下來12個月內交接完畢。

### 地圖

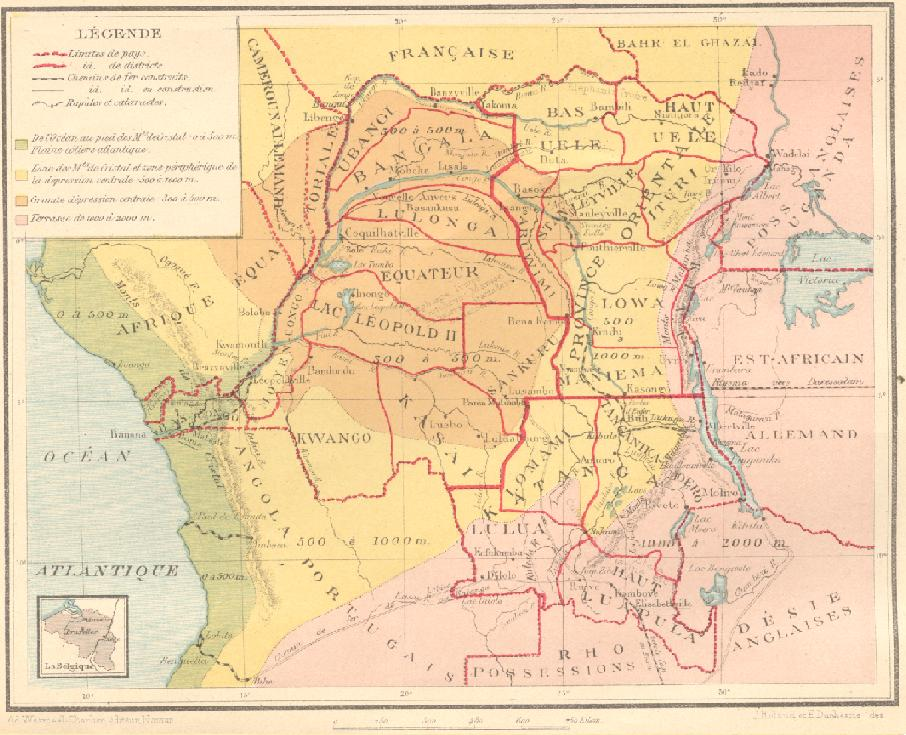
1914年時的比屬剛果行政區劃分。
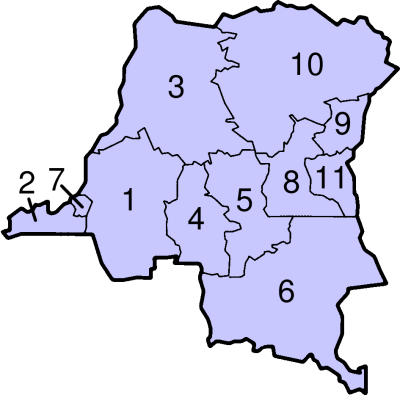
1997至2015年時的剛果民主共和國省分劃分。
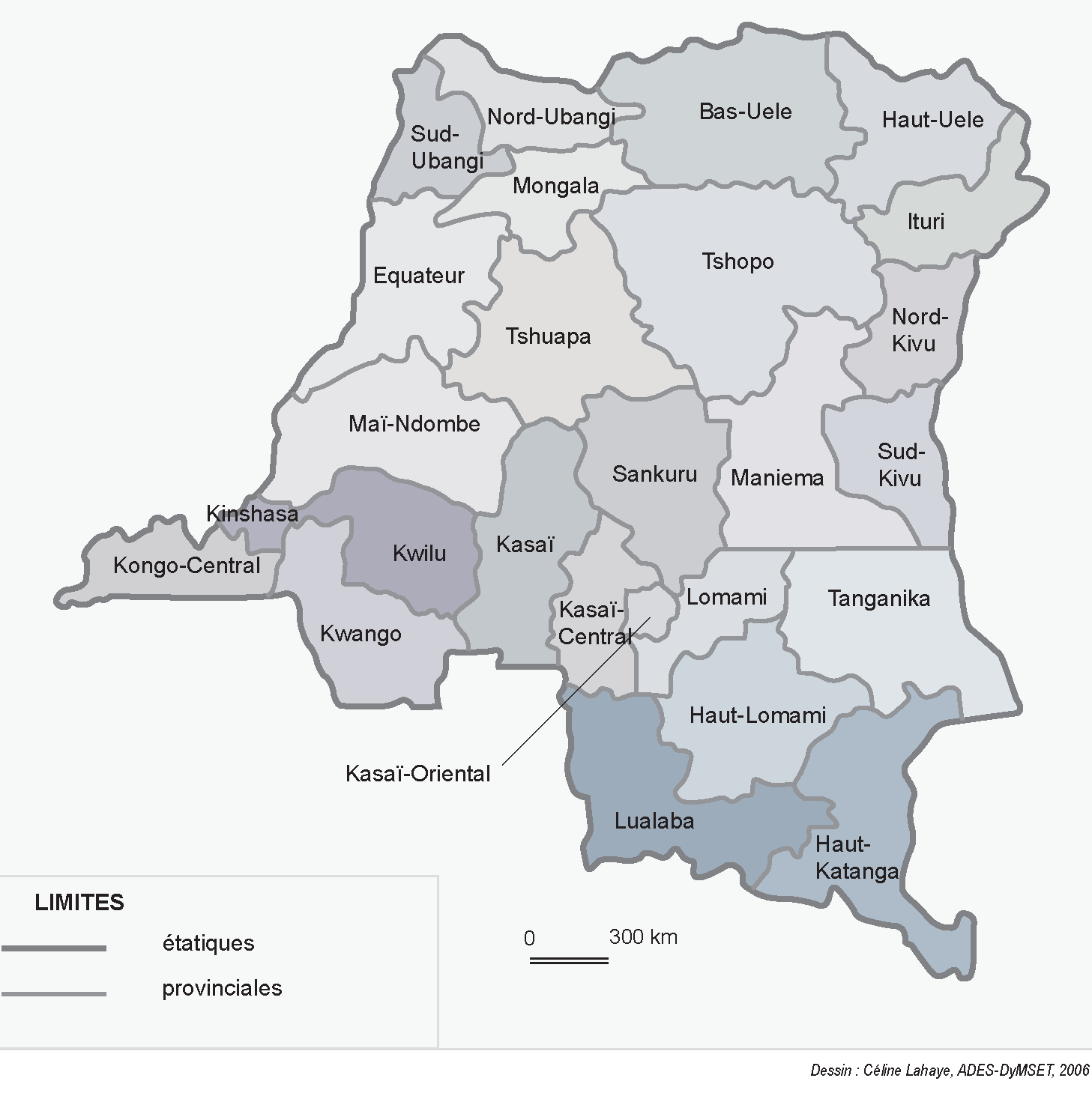
2015年以後的剛果民主共和國省分劃分。

### 剛果民主共和國省級行政區劃歷史變遷表
| 比屬剛果        | 比屬剛果  | 比屬剛果       | 比屬剛果     | 剛果共和國    | 剛果共和國  | 薩伊共和國  | 薩伊共和國 | 剛果民主共和國 | 剛果民主共和國 |
| 1908            | 1919      | 1932           | 1947         | 1963          | 1966        | 1971        | 1988       | 1997           | 2015           |
| 22行政區        | 4省       | 6省            | 6省          | 21省+1城市省  | 8省+1城市省 | 8省+1城市省 | 11省       | 11省           | 26省           |
| --------------- | --------- | -------------- | ------------ | ------------- | ----------- | ----------- | ---------- | -------------- | -------------- |
| 坦噶尼喀-姆韦鲁 | 卡坦加    | 伊莉莎白維爾   | 卡坦加       | 北卡坦加      | 卡坦加      | 沙巴        | 沙巴       | 卡坦加         | 坦噶尼喀       |
| 坦噶尼喀-姆韦鲁 | 卡坦加    | 伊莉莎白維爾   | 卡坦加       | 北卡坦加      | 卡坦加      | 沙巴        | 沙巴       | 卡坦加         | 上洛馬米省     |
| 盧盧阿          | 卡坦加    | 伊莉莎白維爾   | 卡坦加       | 盧阿拉巴      | 卡坦加      | 沙巴        | 沙巴       | 卡坦加         | 盧阿拉巴       |
| 上卢阿普拉      | 卡坦加    | 伊莉莎白維爾   | 卡坦加       | 東卡坦加      | 卡坦加      | 沙巴        | 沙巴       | 卡坦加         | 上卡坦加       |
| 洛馬米          | 卡坦加    | 盧桑博         | 開賽         | 洛馬米        | 東開賽      | 東開賽      | 東開賽     | 東開賽         | 洛馬米         |
| 桑庫魯          | 剛果-開賽 | 盧桑博         | 開賽         | 桑庫魯        | 東開賽      | 東開賽      | 東開賽     | 東開賽         | 桑庫魯         |
| 開賽            | 剛果-開賽 | 盧桑博         | 開賽         | 南開賽        | 東開賽      | 東開賽      | 東開賽     | 東開賽         | 東開賽         |
| 開賽            | 剛果-開賽 | 盧桑博         | 開賽         | 盧盧阿布爾    | 西開賽      | 西開賽      | 西開賽     | 西開賽         | 中開賽         |
| 開賽            | 剛果-開賽 | 盧桑博         | 開賽         | 開賽恩納      | 西開賽      | 西開賽      | 西開賽     | 西開賽         | 開賽           |
| 中央剛果        | 剛果-開賽 | 利奧波德維爾   | 利奧波德維爾 | 利奧波德維爾  | 金夏沙      | 金夏沙      | 金夏沙     | 金夏沙         | 金夏沙         |
| 下刚果          | 剛果-開賽 | 利奧波德維爾   | 利奧波德維爾 | 中剛果        | 中剛果      | 下薩伊      | 下薩伊     | 下刚果         | 中剛果         |
| 寬果            | 剛果-開賽 | 利奧波德維爾   | 利奧波德維爾 | 寬果          | 班頓杜      | 班頓杜      | 班頓杜     | 班頓杜         | 寬果           |
| 寬果            | 剛果-開賽 | 利奧波德維爾   | 利奧波德維爾 | 奎盧          | 班頓杜      | 班頓杜      | 班頓杜     | 班頓杜         | 奎盧           |
| 利奧波德二世湖  | 赤道      | 利奧波德維爾   | 利奧波德維爾 | 馬伊恩東貝    | 班頓杜      | 班頓杜      | 班頓杜     | 班頓杜         | 馬伊恩東貝     |
| 赤道            | 赤道      | 科基拉維爾     | 赤道         | 中央盆地      | 赤道        | 赤道        | 赤道       | 赤道           | 赤道           |
| 赤道            | 赤道      | 科基拉維爾     | 赤道         | 中央盆地      | 赤道        | 赤道        | 赤道       | 赤道           | 楚阿帕         |
| 盧隆加          | 赤道      | 科基拉維爾     | 赤道         | 中央剛果      | 赤道        | 赤道        | 赤道       | 赤道           | 蒙加拉         |
| 班加拉          | 赤道      | 科基拉維爾     | 赤道         | 中央剛果      | 赤道        | 赤道        | 赤道       | 赤道           | 蒙加拉         |
| 烏班吉          | 赤道      | 科基拉維爾     | 赤道         | 烏班吉        | 赤道        | 赤道        | 赤道       | 赤道           | 北烏班吉       |
| 烏班吉          | 赤道      | 科基拉維爾     | 赤道         | 烏班吉        | 赤道        | 赤道        | 赤道       | 赤道           | 南烏班吉       |
| 下韋萊          | 东方      | 史丹利維爾     | 东方         | 韋萊          | 东方        | 上薩伊      | 上薩伊     | 东方           | 下韋萊         |
| 上韋萊          | 东方      | 史丹利維爾     | 东方         | 韋萊          | 东方        | 上薩伊      | 上薩伊     | 东方           | 上韋萊         |
| 伊圖里          | 东方      | 史丹利維爾     | 东方         | 基巴利-伊圖里 | 东方        | 上薩伊      | 上薩伊     | 东方           | 伊圖里         |
| 史丹利維爾      | 东方      | 史丹利維爾     | 东方         | 上剛果        | 东方        | 上薩伊      | 上薩伊     | 东方           | 喬波           |
| 阿魯維米        | 东方      | 史丹利維爾     | 东方         | 上剛果        | 东方        | 上薩伊      | 上薩伊     | 东方           | 喬波           |
| 馬涅馬          | 东方      | 科斯特曼斯維爾 | 基伍         | 馬涅馬        | 基伍        | 基伍        | 馬涅馬     | 馬涅馬         | 馬涅馬         |
| 洛瓦            | 东方      | 科斯特曼斯維爾 | 基伍         | 馬涅馬        | 基伍        | 基伍        | 馬涅馬     | 馬涅馬         | 馬涅馬         |
| 基伍            | 东方      | 科斯特曼斯維爾 | 基伍         | 北基伍        | 基伍        | 基伍        | 北基伍     | 北基伍         | 北基伍         |
| 基伍            | 东方      | 科斯特曼斯維爾 | 基伍         | 中基伍        | 基伍        | 基伍        | 南基伍     | 南基伍         | 南基伍         |

## 現行劃分

刚果民主共和国地图

2015年以後，刚果民主共和国共划分26个省，目前這26個省如下列表所示：
| 1. 金沙萨 2. 中刚果省 3. 宽果省 4. 奎卢省 5. 马伊恩东贝省 6. 开赛省 7. 卢卢阿省 8. 东开赛省 9. 洛马米省 | 1. 桑库鲁省 2. 马涅马省 3. 南基伍省 4. 北基伍省 5. 伊图利省 6. 上韦莱省 7. 乔波省 8. 下韦莱省 9. 北乌班吉省 | 1. 蒙加拉省 2. 南乌班吉省 3. 赤道省 4. 楚阿帕省 5. 坦噶尼喀省 6. 上洛马米省 7. 卢阿拉巴省 8. 上加丹加省 |

## 延伸閱讀
- Gwillim Law. . . US: McFarland & Company. 1999: 92–94. ISBN 0786407298 （英语）.
- Jean-Claude Bruneau. . L'Espace politique. 2009, 7. doi:10.4000/espacepolitique.1296 –Revues.org （法语）.